# Клатови
Клатови (чеш. Klatovy) су град у Чешкој Републици. Клатови су други по величини град управне јединице Плзењски крај, у оквиру којег је седиште засебног округа Клатови.

## Географија
Клатови се налазе у југозападном делу Чешке републике. Град је удаљен од 130 км југозападно од главног града Прага, а од првог већег града, Плзења, 45 км јужно.
Клатови се налазе у југозападном делу Бохемије. Град лежи на југозападу Средњочешке котлине, на приближно 400 м надморске висине. Близу града протиче река Ухлава. Јужно од града издиже се горје Шумава, гранично ка Немачкој. 

## Историја
Подручје Клатова било је насељено још у доба праисторије. Насеље под данашњим називом први пут се у писаним документима спомиње у 1253. године, а насеље је 1288. године имало градска права.
1919. године Клатови су постали део новоосноване Чехословачке. После Другог светског рата месни Немци су се присилно иселили из града у матицу. У време комунизма град је нагло индустријализован. После осамостаљења Чешке дошло је до раста активности индустрије због близине развијене Немачке.

## Становништво
Клатови данас имају око 23.000 становника и последњих година број становника у граду лагано расте. Поред Чеха у граду живе и Словаци и Роми.

## Партнерски градови
- Кам
- Heemskerk

## Галерија
- Градска саборна црква
- Главни градски трг
- Тзв. „Црни торањ“
- Градња из времена комунизма